# Katarina Majerhold
Katarina Majerhold, slovenska filozofinja, avtorica in urednica, * 20. maj 1971, Celje, Slovenija.

## Delovanje
Katarina Majerhold je filozofinja, ki se ukvarja s filozofijo čustev, zlasti s filozofijo ljubezni, veselja in sreče, filozofskim svetovanjem in etiko. Leta 2017 je v ameriški internetni filozofski enciklopediji, Internet Encyclopedia of Philosophy, objavila članek History of Love. Od leta 2000 je tudi članica združenja ameriškega filozofskega društva Society for the Philosophy of sex + love. Leta 2020 je napisala članek Koncept ljubezni kot kreativno dinamično delo, v katerem trdi, da vsi dosedanji koncepti ljubezni (Platonov, Avguštinov, Rousseaujev, Freudov ipd.) temeljijo na manku, npr. premordialne enovitosti, Boga, matere, medtem ko svojo ljubezen, ki je srečna in miroljubna, utemeljuje na pragamatični in entuziastični ter ekstatični osnovi, ki zagovarja srečo, recipročnost, (seksualni) užitek ter kreativno in intelektualno delo. Njen članek Kriza smisla filozofije (2003) je bil nagrajen z esejem desetletja revije Sodobnost (2012) in reproduciran na radiju (ARS, 2018).
Nekaj časa je delovala na Pedagoškem inštitutu (2000-03) kot mlada raziskovalka, njeno raziskovalno področje je bilo vrsto let visoko šolstvo. Bila je avtorica in vodja treh znanstvenih raziskav ter publikacij s področja slovenskega visokega šolstva, ki so izšle pri Beletrini, nekoč Študentski založbi: Univerza pleše avtonomno (1999),Ali se univerza vrti v krogu svoje moči (2001), Ali univerze potrebuje socialno okolje (2003). Delala je v podjetju Meta group d.o.o. (2004-05) kot projektni vodja. Projektno je sodelovala tudi v podjetju Elaphe d.o.o. (2007-08), ki se ukvarja z električnimi avtomobili.
Je članica uredništev številnih znanstvenih revij, Andragoška spoznanja, Časopis za kritiko znanosti in Sodobnost. Bila je odgovorna urednica revije Andragoška spoznanja (2008-11) in je članica Andragoškega društva Slovenije (2008-), kjer je delala na povezovanju izobraževanja odraslih in filozofskega svetovanja. Januarja 2022 je postala urednica spletnega portala revije Apokalipsa. Leta 2023 je postala odgovorna urednica Časopisa za kritiko znanosti. 
Kot do zdaj edina filozofinja v Sloveniji je imela svojo rubriko filozofskega svetovanja v reviji O osebnosti (2007-10) in na spletni strani časopisa Dela (2009-10). Napisala je številne članke o filozofskem svetovanju. Ima tudi kanadski certifikat za filozofsko svetovanje.
Leta 2012 je izdala knjigo Živeti (Beletrina, zbirka Koda) in Ljubav u filozofiji (Psihopolis). Leta 2015 je izdala knjigo Ljubezen skozi zgodovino (Mladinska knjiga), leta 2016 Love, Its Origin and Modifications (Založba Obzorja) in leta 2017 knjigo Čustveni izzivi (Rokus-Klett). Njen pristop k raziskovalni tematiki ljubezni in čustev lahko vidimo tudi v številnih člankih, ki jih je objavljala v časopisih, kot so Časopis za kritiko znanosti, Sodobnost in Razgledi. Svoje članke je objavila tudi v knjigah in revijah v ZDA, Braziliji, Turčiji in Kanadi. 
Ukvarja se tudi z umetnostjo, zlasti s pisanjem scenarijev za dokumentarne in igrane filme (Ljubezen; Čustva, tkanina našega življenja; Prihodnost oblačenja; Znanost in smučanje in Privlačnost spola 2008-15. Občasno piše poezijo in prozo, ki ju objavlja v revijah in na radiu.
Vrsto let je pisala recenzije LB-filmov in TV ter spletnih nanizank za različne revije, kot so Ekran, Kino!, Narobe (2008-18). Nekaj let (2016-18) je delala za Društvo Legebitra, ki deluje na področju zagovorništva človekovih pravic, še posebej na področju pravic LGBT oseb. Leta 2018 je ustvarila svojo spletno stran LL-Passion, na kateri objavlja filozofske eseje, recenzije LB-filmov, nanizank ter intervjuje z umetnicami, raziskovalkami, humanistkami, ki so ali LB ali delajo na področju LGBT. Tako je denimo intervjujala Jóníno Leósdóttir(en) ženo bivše islandske premierke Jóhanno Sigurðardóttir(en), kandidatko na prihodnjih francoskih predsedniških volitvah 2022 in namestnico rektorja Univerze v Lille, Sandrine Rousseau(fr), Claudine Monteil, (upokojeno) francosko diplomatko, feministko in pisateljco, ki je 16 let delala s Simone de Beauvoir in bila ena od ustanoviteljic francoskega feminističnega gibanja v 70-ih letih prejšnjega stoletja, leta 2023 je intervjujala priznano slovensko-britansko oblikovalko Laro Bohinc, katere nakit so nosile od Kate Moss, Cameron Diaz do Victorie Beckham, dolga leta pa je sodelovala z Guccijem, Lanvinom ipd, preden je ustanovila svoj Bohinc Studio, leta 2010 pa tudi ameriško filozofinjo Martho Nussbaum(en). Leta 2017-18 je svoje delo na področju pravic LGBT oseb združila s sodelovanjem z UNESCO OER katedro na Inštitutu Jožef Stefan v projektu OER za ranljive skupine. Na Unescovem Svetovnem dnevu filozofije »Katerega spola je filozofija?«, je v Cankarjevem domu (2009) sodelovala s prispevkom »Ali ima filozofija spol?«, istega leta je v okviru Zveze prijateljev mladine Slovenije sodelovala na 19 otroškem parlamentu na temo ljubezni in spolnosti. Nadaljuje s pisanjem scenarijev in knjig. 
Majerhold je tudi humanitarka, ki pomaga ljudem v stiski. Prav tako je borka za živali. Članke za spletno stran piše tudi o okoljskih vprašanjih. Majerhold je ateistka in razkrita lezbijka.